# Charlotte McKinney

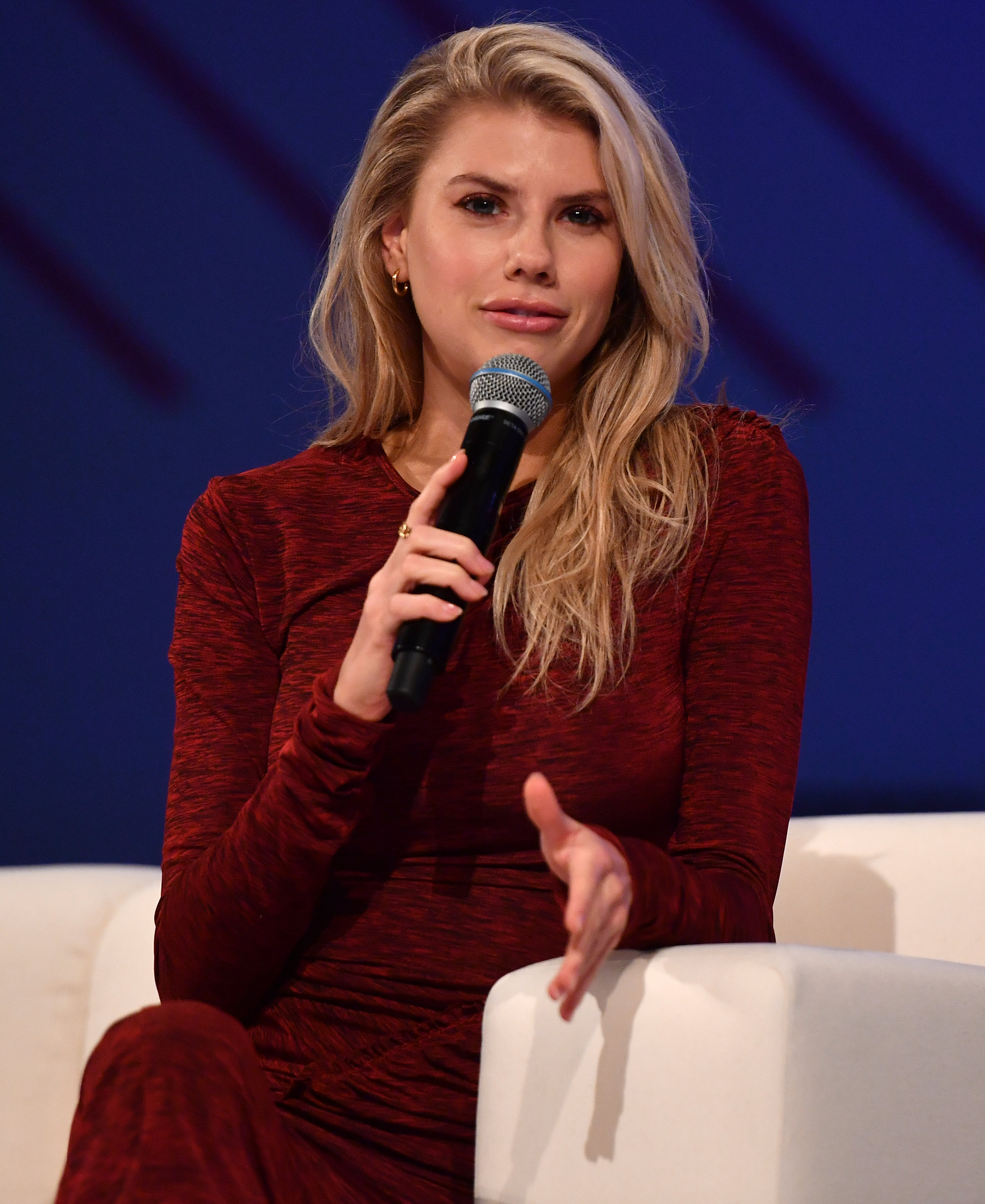
Charlotte McKinney (2018)

Charlotte Ann McKinney (* 6. August 1993 in Orlando, Florida) ist ein US-amerikanisches Model sowie Schauspielerin.

## Leben
McKinney wuchs in Orlando auf und hat eine ältere Schwester. Sie leidet an Legasthenie und wurde deshalb eigenen Aussagen zufolge – auch in Verbindung mit ihrem Aussehen – in der Schule gehänselt. Die Schule brach sie daher im Alter von 17 Jahren ab, um sich einer Modelkarriere zu widmen. Nach Auftritten im Magazin Esquire und einer Kampagne für das Modeunternehmen Guess wurde sie von der Agentur Wilhelmina Models unter Vertrag genommen.
Im Februar 2015 nahm McKinney mit Keoikantse Motsepe an der 20. Staffel der Fernsehsendung Dancing with the Stars teil, dem US-Äquivalent zu Let’s Dance. Sie und ihr Partner schieden als zweites Paar aus. Bekannt wurde sie in den Vereinigten Staaten durch einen Werbespot der Restaurantkette Carl’s Jr., der in der Halbzeitpause des 2015er Super Bowl XLIX lief.

## Schauspielkarriere
Nach ersten kleineren Auftritten ab 2006 hatte McKinney 2015 ihre erste relevante Rolle im zweiten Teil von Joe Dreck: Joe Dreck 2: Beautiful Loser. Zudem gehört sie zur Besetzung des Kino-Remakes von Baywatch und des Remakes von Flatliners.

## Filmografie (Auswahl)
- 2015: Joe Dreck 2: Beautiful Loser (Joe Dirt 2: Beautiful Loser)
- 2017: Die Hochzeit meiner Ex (Literally, Right Before Aaron)
- 2017: Baywatch
- 2017: Flatliners
- 2018: First We Take Brooklyn
- 2018: MacGyver (Fernsehserie, Folge 2x16)
- 2020: Fantasy Island
- 2020: Guest House
- 2020: The Argument
- 2021: Phobias
- 2023: Miami Bici 2
- 2024: Fluxx